# Königswarter Daguerreotypie
Die Königswarter Daguerreotypie (tschechisch Kynžvartská daguerrotypie) ist eine der frühen Daguerreotypien des Erfinders dieses fotografischen Verfahrens, die er persönlich Fürst Metternich schenkte. Seit 2006 ist die Fotografie Nationales Kulturdenkmal in Tschechien.

## Geschichte
Im Jahr 1837 gelang dem französischen Erfinder Louis Daguerre (1787–1851) der Durchbruch in seinem Bemühen, lichtstabile Fotografien herzustellen. Doch erst im August 1839 war das Verfahren der Daguerreotypie so weit ausgereift, dass es in einer gemeinsamen Sitzung der Pariser Akademien der Wissenschaften und der schönen Künste der Öffentlichkeit vorgestellt wurde.
Im selben Jahr übergab Daguerre dem österreichischen Kanzler Fürst Klemens Wenzel Metternich mit einer handschriftlichen Widmung ein Exemplar dieses neuen fotografischen Verfahrens, welches dieser seiner Kunst- und Kuriositätensammlung auf Schloss Kynžvart (deutsch Schloss Königswart) hinzufügte. Auf der Rückseite vermerkte der Kanzler, das Bild noch vor der öffentlichen Präsentation der Technik erhalten zu haben.
Mit der Beschlagnahmung des Schlosses und der dort befindlichen Kunstsammlung im Jahr 1945 ging die Fotografie in tschechischen Staatsbesitz (Mobiliární fond Kynžvart, Inventarnummern KY KY 1550 und 1550B) über.
Die wertvolle Fotografie gehört zu den ältesten erhaltenen Daguerreotypien und wurde deshalb 2006 zu einem Nationalen Kulturdenkmal Tschechiens erklärt.
Als das Schloss Königswart 1985 für die jahrelangen Renovierungsarbeiten geschlossen wurde, verlieh man das Bild an das Technische Nationalmuseum in Prag, wo es zusammen mit anderen Daguerreotypien ausgestellt ist.

## Beschreibung des Kunstwerks
Daguerre fertigte die Daguerreotypie als Studioaufnahme an. Dargestellt wird ein Stillleben aus verschiedenen im Detail nicht bekannten Kunstobjekten.
Wie anhand des umgekehrten Etiketts am Rahmen des im Bildhintergrund aufgehängten Bildes zu erkennen ist, wurde für die Aufnahme ein Spiegel verwendet. Nimmt man die typische Etikettengröße an, so lässt sich daraus auch auf die Größe der Statue im Bild schließen, die damit etwa 160 cm groß war.

## Trivia
Fürst Metternich sammelte auf Schloss Königswart zahlreiche Daguerreotypien. Darunter befand sich auch die älteste als Mikrodaguerreotypie erzeugte Abbildung, die Andreas von Ettingshausen im Jahr 1840 anfertigte. Durch ein Gasmikroskop mit 14-facher Vergrößerung bildete er einen Querschnitt durch den Stängel einer Clematis ab. Dieses Bild befindet sich heute in der Sammlung der Wiener Albertina.